# Peter Kreitlow
Peter Kreitlow (ur. 15 stycznia 1943 w Berlinie; zm. 24 stycznia 1963 k. Hennigsdorfu) – ofiara śmiertelna Muru Berlińskiego, zastrzelona podczas próby ucieczki do Berlina Zachodniego. Kreitlow jest jedynym poświadczonym historycznie uciekinierem z NRD zabitym w niniejszych okolicznościach przez żołnierzy armii radzieckiej.

## Życiorys
Kreitlow urodził się w Berlinie podczas drugiej wojny światowej, w której zginęła jego matka. Po wojnie ojciec ożenił się ponownie, stosunki pomiędzy synem a macochą układały się jednak niepomyślnie. W wieku 18 lat Kreitlow opuścił dom rodzinny rozpoczynając jednocześnie naukę zawodu piekarza. Wynajmując mieszkanie we wschodniej części Berlina, pracował jako niewykwalifikowany pomocnik w rozmaitych tamtejszych zakładach pracy.

## Ucieczka
Wieczorem 23 stycznia 1963 r. w towarzystwie trójki przyjaciół Kreitlow bawił się na imprezie tanecznej w położonej na północ od Berlina miejscowości Hennigsdorf. Kierowana przez znającego teren Bernda K. grupa podjęła spontaniczną decyzję o ucieczce do Berlina Zachodniego. Po pokonaniu zamarzniętego koryta Havelkanal uciekinierzy przebiegli przez połać zaśnieżonego lasu, w którym zostali odkryci przez dwóch żołnierzy radzieckich, patrolujących odcinek przed oddalonym o dwa kilometry pasem umocnień granicznych. Żołnierze niezwłocznie otworzyli ogień do uciekających, wskutek czego wielokrotnie trafiony – w tym także w głowę – Kreitlow zmarł na miejscu.
Z obawy przed negatywnym nastawieniem obywateli do radzieckich wojsk stacjonujących w NRD władze podjęły decyzję o ustaleniu błędu w postępowaniu żołnierzy. W ostatecznym protokole dotyczącym sprawy uznano jednak strzały za uzasadnione, towarzyszący zaś zastrzelonemu pozostali uciekinierzy bez publicznego rozgłosu skazani zostali w maju 1963 r. pod zarzutem ucieczki na wielomiesięczne kary pozbawienia wolności.